# I Can't Go On
«I Can't Go On» — пісня Робіна Бенгтссона для конкурсу Євробачення 2017 в Києві, Україна. Пісня була виконана в першому півфіналі Євробачення, 9 травня, та пройшла до фіналу. У фіналі, 13 травня, була виконана під номером 24, за результатами голосування отримала від телеглядачів та професійного журі 344 бали, посівши 5 місце.

## Список композицій
| Digital download | Digital download | Digital download |
| #                | Назва            | Тривалість       |
| ---------------- | ---------------- | ---------------- |
| 1.               | «I Can't Go On»  | 3:03             |